# Despite the Falling Snow
Despite the Falling Snow is een Britse romantische thriller uit 2016 van Shamim Sarif. De film is gebaseerd op zijn eigen gelijknamige boek uit 2004.

## Verhaal
Katya werkt tijdens de Koude Oorlog als spionne voor de Amerikanen. Tijdens haar missie om de geheimen van de Sovjet-politicus Alexander te stelen wordt ze onverwachts verliefd op hem. Ze maakt een enorme opoffering door op deze manier haar eigen job op te geven en hem te beschermen. Alexander zelf komt pas veertig jaar later in New York te weten over deze opoffering.

## Rolverdeling
| Acteur               | Personage      |
| -------------------- | -------------- |
| Rebecca Ferguson     | Katya / Lauren |
| Sam Reid             | Alexander      |
| Charles Dance        | oude Alexander |
| Antje Traue          | Marina         |
| Amy Nuttall          | Maya           |
| Oliver Jackson-Cohen | Misha          |
| Anthony Head         | oude Misha     |
| Thure Lindhardt      | Dimtri         |